# Papp János (jogász)
Papp János (Belényes, 1877. február 25. – Nagyvárad, 1938) erdélyi magyar jogi közíró, iparkamarai főtitkár, költő, újságíró.

## Életútja
Nemes Papp János fogházfelügyelő és oprai Lukáts Mária fia. A gimnáziumot szülővárosában, jogi tanulmányait Nagyváradon és Kolozsvárt végezte.
Nagyváradon ügyvédi irodát nyitott és a helyi lapok irodalmi rovatainak munkatársa, a Haladás című folyóirat (1903) szerkesztője. Ady Endre baráti köréhez tartozott, a költő ösztönzésére fordította le Iosif Vulcan István vajda című darabját, amelynek bemutatójáról maga Ady ad hírt a Nagyváradi Naplóban (1903). Mint a Kereskedelmi és Iparkamara főtitkára kísérletet tett egy rendszeresen Nagyváradon tartandó nemzetközi mintavásár megszervezésére, s ennek érdekében Legi, decrete – Törvények, rendeletek címmel jogi és közgazdasági időszaki kiadványt jelentetett meg a város közönségének tájékoztatására (1921-28).
Szerelem című kötetében (Gyula, 1898) fiatalkori verseit gyűjtötte egybe és adta ki. A korabeli sajtóban műfordításai is jelentek meg a román irodalomból, ezek közül legszámottevőbb George Coșbuc El Zorab című versének magyar tolmácsolása (Tavasz 1919/16).

## Irodalmi művei
- Szerelem. Gyula, 1898. (Költemények. Ism. Vasárnapi Ujság 41. sz., M. Kritika 20.).
- Mangra Vazul viselt dolgaiból. Gyula, 1902.

## Jogi szakmunkái
- Javaslat a nemzetiségi törvény módosítása iránt (Nagyvárad, 1911)
- Cartea funduară (Paul Balașiuval, Kolozsvár, 1922)
- A kivitel és behozatal szabályai (Nagyvárad, 1923)
- Codul de procedură civilă din Transilvania (Kolozsvár, 1925)